# Kunbir testacea
Kunbir testacea är en skalbaggsart som först beskrevs av Maurice Pic 1924.  Kunbir testacea ingår i släktet Kunbir och familjen långhorningar. Inga underarter finns listade i Catalogue of Life.